# Friedrich Sertürner
Friedrich Sertürner (n. 19 iunie 1783, Paderborn, Germania – d. 20 februarie 1841, Hameln, Saxonia Inferioară, Germania) a fost un farmacist și chimist german, cunoscut cel mai bine pentru descoperirea morfinei, un alcaloid extras din opiu, care a revoluționat medicina analgezică. Descoperirea sa a avut un impact semnificativ asupra tratamentelor pentru durere și a marcat începutul cercetărilor sistematice asupra compușilor chimici din plante medicinale.

## Biografie

### Primii ani și formarea profesională
Sertürner s-a născut în 1783 în orașul Hoxter, Germania, într-o familie modestă. A început să studieze farmacologia și chimia în cadrul unei școli din orașul natal și mai târziu a devenit farmacist-aprentice. În timpul unui stagiu la farmacie, a avut contact cu opiul, substanță care a captat rapid interesul său.

### Descoperirea morfinei
În perioada 1803-1804, Sertürner a început să experimenteze cu opiul, un preparat utilizat de mult timp pentru calmarea durerii. El a izolat un compus activ pe care l-a denumit „morphium”, din numele zeului grecesc al viselor, Morfeu, datorită efectului sedativ puternic al substanței.
Sertürner a fost primul care a reușit să izoleze morfina într-o formă pură, demonstrând că aceasta era o substanță distinctă față de opiul brut. La început, a administrat morfină pe el însuși, apoi și altor persoane, observând efectele sale analgezice și sedative. El a publicat rezultatele cercetărilor sale în 1805, dar descoperirea sa a fost primită cu scepticism de către comunitatea științifică a vremii.

### Recunoașterea și realizările ulterioare
Deși la început a întâmpinat opoziție, cercetările lui Sertürner au fost în cele din urmă validate de alți cercetători. În anii următori, morfina a început să fie folosită ca analgezic, în special în tratamentele chirurgicale și pentru diverse afecțiuni care implicau dureri intense. Sertürner a continuat să lucreze în domeniul chimiei farmaceutice și a contribuit la dezvoltarea unor metode de purificare a altor substanțe active din plante.
În ciuda impactului său asupra medicinii, Sertürner a avut o viață profesională destul de modestă. Nu a fost suficient apreciat în timpul vieții sale, iar recunoașterea mai largă a venit postum. A fost ales membru al Academiei de Științe din Berlin și a primit onoruri și premii pentru contribuțiile sale.

### Morfina și impactul său
Descoperirea morfinei a marcat un punct de cotitură în tratamentele dureroase, oferind un remediu eficient pentru calmarea durerii severe, ceea ce a fost esențial pentru pacienții care sufereau în urma intervențiilor chirurgicale și bolilor cronice. În plus, acest alcaloid a devenit baza pentru dezvoltarea unor alte substanțe analgezice, inclusiv a unor opioide sintetice.
Cu toate acestea, utilizarea pe termen lung a morfinei a dus la probleme legate de dependență, iar Sertürner nu a prevăzut aceste riscuri. De-a lungul decadelor, utilizarea morfinei și a altor opioide a dus la creșterea conștientizării problemelor legate de abuzul de substanțe și dependența de opioide, o problemă care persistă și în zilele noastre.

### Viața personală și moartea
Sertürner a trăit o viață relativ retrasă și nu s-a bucurat de multă faimă în timpul vieții sale. A murit pe 20 februarie 1841, la vârsta de 58 de ani. Moartea sa a fost, probabil, rezultatul unei vieți trăite în condiții modeste, cu puține recompense financiare pentru descoperirile sale. După moartea sa, cercetările și descoperirile lui au fost recunoscute pe scară largă și apreciate de comunitatea științifică.

### Moștenirea lui Friedrich Sertürner
Moștenirea lui Friedrich Sertürner este semnificativă, mai ales în domeniul farmacologiei și medicamentelor analgezice. Descoperirea morfinei a deschis calea pentru dezvoltarea unor noi tratamente pentru durere, care au fost esențiale în chirurgia modernă și în gestionarea durerii cronice. De asemenea, cercetările sale au contribuit la înțelegerea chimică a plantelor medicinale și la promovarea studiilor asupra substanțelor bioactive din plante.
Chiar și astăzi, morfina rămâne un instrument esențial în controlul durerii acute și severe, iar utilizarea substanțelor opioide este un subiect de discuție continuă, având în vedere impactul lor asupra sănătății publice și dependenței.
În pofida importanței descoperirii sale, Sertürner a avut o carieră destul de modestă și nu a fost recunoscut de toți colegii săi din acea perioadă. Cu toate acestea, în prezent, numele său este asociat cu morfina și cu începuturile studiilor serioase asupra opiaceelor. Universitățile și instituțiile științifice i-au dedicat lucrări de comemorare, iar cercetările sale sunt acum apreciate ca fiind fundamentale în dezvoltarea industriei farmaceutice moderne.
În concluzie, Friedrich Sertürner a fost un pionier al științei chimice și farmaceutice, iar descoperirea sa a morfinei a schimbat medicina pentru totdeauna. Totodată, experiențele sale oferă lecții despre cum descoperirile științifice pot influența profund atât tratamentele medicale, cât și provocările de sănătate publică.